# Locomotiva FS 140
Le locomotive gruppo 140 FS erano locomotive a vapore con tender, a vapore saturo e a semplice espansione, a 2 cilindri esterni che le Ferrovie dello Stato incorporarono successivamente al rilevamento del parco macchine della ex Rete Mediterranea e Rete Adriatica.

## Storia
Le locomotive erano state commissionate alle fabbriche Koechlin di Mulhouse e Cockerill di Seraing e consegnate all'esercizio a partire dalla metà degli anni sessanta del XIX secolo. Nel 1885 vennero divise, assieme alle linee, tra Rete Adriatica (gruppo RA 25) e Rete Mediterranea (gruppo RM 2109-2300). 
Buona parte delle suddette locomotive venne incorporata nel parco macchine FS in seguito al riscatto delle reti nel 1905 e immatricolata nel nuovo gruppo 140 FS. Le locomotive erano già di tipo obsoleto e iniziarono ad essere radiate pochi anni dopo; 25 unità erano ancora presenti e in esercizio nel 1915; di esse una dozzina avevano una cabina di guida minima, poco più che un paravento.

## Caratteristiche
Le locomotive avevano la configurazione classica delle macchine per viaggiatori dell'epoca: il rodiggio era costituito da 2 assi accoppiati mediante biella e da un asse portante anteriore di diametro minore. Il diametro degli assi motori era di 1675 mm, il diametro delle ruote anteriori era di 1220 mm con un bordino di 65 mm per quelli motori e di 60 mm per quello portante.
Le locomotive avevano una caldaia lunga 6.720 mm in alcune, e 6.660 mm in altre che poteva contenere, rispettivamente,  un volume medio di 3,8 m³ o di 3,3 m³ d'acqua (considerati a 10 cm sul cielo del forno), a 168 (o 180) tubi bollitori del diametro di 50/45 mm che misuravano tra le piatre estreme 4.250 o 4.100 mm e fornivano una superficie globale di riscaldamento, assieme al cielo del forno, di 107,97 o di 111,15 m². La caldaia a regime era tarata a 9 bar ed era in grado di fornire un volume di vapore di 1,65 m³ o 1,60 m³. Il forno, delle dimensioni di 1170 (1152) x 1045 (1090) mm, aveva una graticola della superficie utile di 1,23 o 1,20 m² e un'altezza media di 1.450 (1.440) mm; la produzione normale di vapore asciutto orario era di 4.260 o 4.220 kg.
Il meccanismo motore delle macchine era a due cilindri esterni, con distribuzione del vapore a cassetto piano secondo il sistema Stephenson. La trasmissione del moto era a biella motrice esterna con azionamento sul primo asse motore della locomotiva e trasmissione con biella di accoppiamento sul secondo asse. Il diametro mediamente elevato degli assi motori ne faceva una macchina atta a servizi viaggiatori di medio livello con punte massime di 65 km/h.
Lo sforzo di trazione massimo alla periferia delle ruote motrici, alla massima pressione di lavoro, era di 4320 (o 4.220) kg, mentre quello massimo applicabile all'avviamento in corrispondenza di un coefficiente di aderenza 1:7 era di 3430 (o 3.420) kg. La potenza normale sviluppata a 45 km/h era 270 kW.
Le locomotive erano fornite di solo freno a controvapore (alcune macchine ne erano prive) e di quello a mano del tender della massa totale in assetto di servizio di 20,5 t. Ogni locomotiva trainava un tender a 2 assi in grado di trasportare 3 tonnellate di carbone e 7000 litri di acqua. La lunghezza totale (tender compreso) era di 14.320 mm. L'altezza era di 4.230 (4.194) mm.